# Carrikerella ceratophora
Carrikerella ceratophora es una especie de mantis de la familia Thespidae.

## Distribución geográfica
Se encuentra en Costa Rica, Ecuador y Colombia.